# Tornei di tennis femminili nel 1911
Prima della nascita del WTA Tour, ossia l'apertura alle tenniste professioniste dei tornei che prima di quell'anno erano riservati alle tenniste dilettanti, tutti gli eventi più importanti erano amatoriali, tra questi c'erano i tornei del Grande Slam: gli Australasian Championships, il Campionato francese di tennis, il Torneo di Wimbledon e gli U.S. National Championships.

## Gennaio
Nessun evento

## Febbraio
Nessun evento

## Marzo
Nessun evento

## Aprile
Nessun evento

## Maggio
Nessun evento

## Giugno
| Settimana | Torneo                                                                            | Vincitore                                                     | Finalista                             | Semifinalisti | Eliminati ai quarti |
| --------- | --------------------------------------------------------------------------------- | ------------------------------------------------------------- | ------------------------------------- | ------------- | ------------------- |
| 17 giugno | Kent Championships 1911 Beckenham, Gran Bretagna Singolare - Doppio               | Dorothea Douglass 6-3 7-5                                     | Mildred Coles                         |               |                     |
| 17 giugno | Kent Championships 1911 Beckenham, Gran Bretagna Singolare - Doppio               | Dorothea Lambert Chambers Agnes Morton 6-4 6-0                | Dora Boothby Winifred McNair          |               |                     |
| 17 giugno | Kent Championships 1911 Beckenham, Gran Bretagna Singolare - Doppio               | Doppio misto: Dorothea Lambert Chambers Stanely Doust 6-1 6-2 | Mildred Coles George Thomas           |               |                     |
| 18 giugno | U.S. National Championships 1911 Filadelfia, USA Erba Singolare - Doppio          | Hazel Hotchkiss 8-10, 6-1, 9-7                                | Florence Sutton                       |               |                     |
| 18 giugno | U.S. National Championships 1911 Filadelfia, USA Erba Singolare - Doppio          | Hazel Hotchkiss Eleonora Sears 6-4, 4-6, 6-2                  | Dorothy Green Florence Sutton         |               |                     |
| 30 giugno | Campionato francese di tennis 1911 Parigi, Francia Terra rossa Singolare - Doppio | Jeanne Matthey 6–2, 7–5                                       | Marguerite Broquedis                  |               |                     |
| 30 giugno | Campionato francese di tennis 1911 Parigi, Francia Terra rossa Singolare - Doppio | Jeanne Matthey Daisy Speranza 5-7, 6-1, 6-0                   | Marguerite Broquedis Germaine Regnier |               |                     |

## Luglio
| Settimana | Torneo                                                                 | Vincitore                                             | Finalista                          | Semifinalisti | Eliminati ai quarti |
| --------- | ---------------------------------------------------------------------- | ----------------------------------------------------- | ---------------------------------- | ------------- | ------------------- |
| 1º luglio | Torneo di Pittsburgh 1911 Pittsburgh, USA Erba Singolare - Doppio      | Hazel Hotchkiss                                       | Jane Craven                        |               |                     |
| 1º luglio | Torneo di Pittsburgh 1911 Pittsburgh, USA Erba Singolare - Doppio      | Elizabeth Bunce Hazel Hotchkiss                       | Bessie Garrison Mrs T. S. Jacques  |               |                     |
| 1º luglio | Torneo di Pittsburgh 1911 Pittsburgh, USA Erba Singolare - Doppio      | Doppio misto: Hazek Hotchkiss Percy Severd            | Florence Sutton Rev. N. J. Rendall |               |                     |
| 8 luglio  | Middle States Championships 1911 Montrose, USA Erba Singolare - Doppio | Hazel Hotchkiss 6-2 6-2                               | Louise Hammond                     |               |                     |
| 8 luglio  | Middle States Championships 1911 Montrose, USA Erba Singolare - Doppio |                                                       |                                    |               |                     |
| 8 luglio  | Middle States Championships 1911 Montrose, USA Erba Singolare - Doppio | Doppio misto: Hazel Hotchkiss Carlton Gardner 6-1 6-0 | Miss Souther Mr. Chew              |               |                     |
| 8 luglio  | Torneo di Wimbledon 1911 Londra, Gran Bretagna Erba Singolare          | Dorothea Douglass 6-0, 6-0                            | Dora Boothby                       |               |                     |

## Agosto
| Settimana | Torneo                                                                         | Vincitore                                                  | Finalista                    | Semifinalisti | Eliminati ai quarti |
| --------- | ------------------------------------------------------------------------------ | ---------------------------------------------------------- | ---------------------------- | ------------- | ------------------- |
| 28 agosto | Niagara International 1911 Niagara-on-the-Lake, Canada Erba Singolare - Doppio | Hazel Hotchkiss 0-6 7-5 6-0                                | May Sutton                   |               |                     |
| 28 agosto | Niagara International 1911 Niagara-on-the-Lake, Canada Erba Singolare - Doppio |                                                            |                              |               |                     |
| 28 agosto | Niagara International 1911 Niagara-on-the-Lake, Canada Erba Singolare - Doppio | Doppio misto: Hazel Hotchkiss Frederick Harris 2-6 7-5 6-4 | Florence Sutton Robert Baird |               |                     |

## Settembre
| Settimana    | Torneo                                                 | Vincitore                                            | Finalista                          | Semifinalisti | Eliminati ai quarti |
| ------------ | ------------------------------------------------------ | ---------------------------------------------------- | ---------------------------------- | ------------- | ------------------- |
| 30 settembre | Longwood Bowl 1911 Boston, USA Erba Singolare - Doppio | Hazel Hotchkiss 6-2 6-0                              | Edith Rotch                        |               |                     |
| 30 settembre | Longwood Bowl 1911 Boston, USA Erba Singolare - Doppio | Hazel Hotchkiss Eleonora Sears 6-2 6-0               | Maud Barger-Wallach Edith Rotch    |               |                     |
| 30 settembre | Longwood Bowl 1911 Boston, USA Erba Singolare - Doppio | Doppio misto: Hazel Hotchkiss Edward Whitney 6-2 8-6 | Maud Barger-Wallach Harold Johnson |               |                     |

## Ottobre
| Settimana | Torneo                                                                             | Vincitore                                               | Finalista                          | Semifinalisti | Eliminati ai quarti |
| --------- | ---------------------------------------------------------------------------------- | ------------------------------------------------------- | ---------------------------------- | ------------- | ------------------- |
| 9 ottobre | Welsh Covered Court Championships 1911 Llandudno, Gran Bretagna Singolare - Doppio | Mabel Parton 9-7 7-5                                    | Ethel Larcombe                     |               |                     |
| 9 ottobre | Welsh Covered Court Championships 1911 Llandudno, Gran Bretagna Singolare - Doppio |                                                         |                                    |               |                     |
| 9 ottobre | Welsh Covered Court Championships 1911 Llandudno, Gran Bretagna Singolare - Doppio | Doppio misto: Ethel Larcombe Alfred Dunlop 8-10 6-2 6-4 | Mabel Parton Theodore Mavrogordato |               |                     |

## Novembre
Nessun evento

## Dicembre
| Settimana   | Torneo                                                                        | Vincitore                                            | Finalista                       | Semifinalisti | Eliminati ai quarti |
| ----------- | ----------------------------------------------------------------------------- | ---------------------------------------------------- | ------------------------------- | ------------- | ------------------- |
| 23 dicembre | New Zealand Championships 1911 Christchurch, Nuova Zelanda Singolare - Doppio | Phillis Stewart                                      | Annie Gray                      |               |                     |
| 23 dicembre | New Zealand Championships 1911 Christchurch, Nuova Zelanda Singolare - Doppio | Eva Travers Ruby Wellwood 6-3 3-6 8-6                | Miss Baird Kate Nunneley        |               |                     |
| 23 dicembre | New Zealand Championships 1911 Christchurch, Nuova Zelanda Singolare - Doppio | Doppio misto: Eva Travers Francis Fisher 4-6 6-3 9-7 | Phillis Stewart Pat O'Hara Wood |               |                     |

## Senza data
| Settimana | Torneo                                                              | Vincitore   | Finalista                 | Semifinalisti | Eliminati ai quarti |
| --------- | ------------------------------------------------------------------- | ----------- | ------------------------- | ------------- | ------------------- |
|           | Engadine Championships 1911 St. Moritz, Svizzera Singolare - Doppio | Miss Crabbe | non conosciuta (bandiera) |               |                     |
|           | Engadine Championships 1911 St. Moritz, Svizzera Singolare - Doppio |             |                           |               |                     |